# Binangonan
Binangonan – miasto na Filipinach w regionie CALABARZON, na wyspie Luzon.
W 2010 roku liczyło 249 872 mieszkańców.